# Ubisoft Montpellier
Ubisoft Montpellier (Ubi Pictures hasta 2003) es un estudio desarrollador de videojuegos francés con sede en Castelnau-le-Lez. Fundado en 1994 por Michel Ancel y Frédéric Houde, el estudio es propiedad de Ubisoft desde su fundación. Se les conoce por haber creado la serie Rayman, la serie Rabbids y Beyond Good & Evil, además de haber colaborado en el desarrollo de otras reconocidas franquicias y videojuegos, como Tom Clancy's Ghost Recon.

## Historia
Ubisoft Montpellier fue fundado por Michel Ancel y Frédéric Houde, dos diseñadores de videojuegos franceses. Houde, tras obtener el diploma nacional Brevet de technicien supérieur en el instituto Lycée Jean-Mermoz de la ciudad de Montpellier, conoció a Ancel, que por aquel entonces aún era estudiante de secundaria. Ambos colaboraron en el desarrollo de videojuegos, pasando a veces varias horas seguidas delante de sus computadoras. Más tarde, Houde hizo el servicio militar y Ancel fue contratado por la empresa francesa de videojuegos Ubisoft (entonces llamada Ubi Soft) para trabajar como desarrollador en el estudio Ubisoft Paris. Cuando Houde terminó el servicio militar, también fue contratado por Ubi Soft para ayudar a la empresa en el lanzamiento de un juego de la Mega Drive. De este modo, Houde se reencontró con Ancel, que por aquel entonces estaba desarrollando videojuegos centrados en el género de carreras para Ubi Soft. Sin embargo, Ancel quería abandonar la zona de París; le presentó a Houde Rayman, un juego que había conceptualizado a los 17 años y del que había creado un prototipo en su Atari ST. Ancel y Houde presentaron Rayman a Ubi Soft, acordando desarrollar el juego con autonomía.
Posteriormente, Ancel se trasladó a Mauguio, en su área natal de Montpellier. Ubi Soft estableció formalmente un nuevo estudio en Montpellier en 1994, con el nombre de Ubi Pictures. Ancel y Houde contrataron a otras 3 personas, Eric Pelatan, Alexandra Steible y Olivier Soleil para formar un equipo de 5 personas. Los 5 empleados trabajaban a distancia, intercambiando comunicaciones a través de sistemas del Bulletin Board System, y se reunían con Ancel al menos una vez al mes. Tras el lanzamiento de Rayman en 1995, se inició el desarrollo de una secuela, Rayman 2: The Great Escape, y el equipo empezó a crecer. Ubi Pictures funcionó brevemente en el apartamento de la hermana de Ancel antes de trasladarse a sus primeras oficinas, situadas en Rue de l'Ancien Courrier, en el centro de Montpellier, en 1995. Estas nuevas instalaciones tenían capacidad para 10 personas y dotaron al estudio de su primer sistema de conferencias, con el que podía comunicarse frecuentemente con los demás estudios de Ubi Soft. El equipo creció rápidamente, por lo que se trasladó a otra oficina en Rue de l'Argenterie. En menos de dos años, en 1997; este traslado dio cabida a 30 empleados.
Rayman 2: The Great Escape se terminó en 1999, lo que permitió a Ubi Pictures trasladarse de nuevo, esta vez a una casa de campo de 400 años de antigüedad (denominada internamente "La Villa") en la avenida de Saint-Maur, también situada en el centro de la ciudad de Montpellier y cerca de la Opéra national de Montpellier. Una parte de La Villa se convirtió en un estudio de sonido interno que se instaló en el ático del edificio. En diciembre de 2000, Ubi Pictures contaba con 25 empleados.
A finales de 2003, Ubisoft adquirió Tiwak, una desarrolladora de videojuegos con sede en Montpellier, y la consolidó junto a sus 17 empleados con Ubisoft Pictures, que pasó a llamarse Ubisoft Montpellier. En 2007, la plantilla de Ubisoft Montpellier había aumentado a 80 personas, dirigidas por Xavier Poix como productor y Ancel como director creativo. En julio de 2009, Ubisoft Montpellier y Tiwak contaban con 250 empleados. Tiwak, así como otras propiedades de Ubisoft en el área de Montpellier, se fusionaron formalmente en Ubisoft Montpellier, que también adoptó el nombre "Ubisoft Montpellier" legalmente, en marzo de 2011, como se le conoce actualmente al estudio. Ese mismo año, Ubisoft Montpellier se trasladó a las oficinas del parque empresarial de Bellegarde, en Castelnau-le-Lez.
En julio de 2014, Ancel abrió un estudio de desarrollo independiente, Wild Sheep Studio, al tiempo que seguía siendo director creativo de Ubisoft Montpellier. En mayo de 2017, Ubisoft Montpellier anunció que se trasladaba a unas oficinas nuevas y más grandes, situadas cerca de la ubicación anterior. Las nuevas oficinas fueron diseñadas por Philippe Rubio Architectes y construidas específicamente para Ubisoft Montpellier. En ese momento, el estudio contaba con 220 empleados. Tras una fase de construcción de 2 años, el edificio de 4500 m² (conocido como "Le Monolithe") se inauguró el 17 de septiembre de 2019; Ubisoft Montpellier contaba entonces con 350 empleados y tenía previsto llegar a los 500 en los próximos 3 años. Un proyecto de investigación y desarrollo conocido como Uramate está financiado por el consejo regional de la región de Occitania, que concedió a Ubisoft 1,87 millones de euros en septiembre de 2019.
Ancel dejó Ubisoft Montpellier, así como Wild Sheep Studio y la industria de los videojuegos en general en septiembre de 2020 para trabajar en una reserva natural. El estudio continúa trabajando en próximos lanzamientos, como Beyond Good & Evil 2, que se espera que sea un gran éxito comercial al igual que los otro juegos que ha desarrollado el estudio.

## Tecnología
Para el desarrollo de Beyond Good & Evil, lanzado en noviembre de 2003, Ubisoft Montpellier desarrolló un motor de videojuego conocido como Jade, llamado así por la protagonista del juego, de nombre Jade. Posteriormente, el motor se siguió utilizando en series como Prince of Persia y Rayman. Hacia 2009, Ubisoft Montpellier desarrolló el motor LyN para su juego Rabbids Go Home. En respuesta a la decisión de Ubisoft Montreal de desarrollar juegos con gráficos fotorrealistas, Ubisoft Montpellier desarrolló el motor UbiArt Framework, que se utilizó para Rayman Origins, su secuela Rayman Legends y Valiant Hearts: The Great War. Para los juegos de realidad virtual, como el desarrollado de Space Junkies, Ubisoft Montpellier desarrolló el motor Brigitte.

## Videojuegos desarrollados
| Año  | Título                                              | Plataformas |
| ---- | --------------------------------------------------- | --- |
| 1995 | Rayman                                              | Atari Jaguar, Sega Saturn, PlayStation, Nintendo 64, Dreamcast, MS-DOS, Game Boy Color, Game Boy Advance, Gizmondo, PlayStation 3 y PlayStation Portable (mediante PlayStation Network), DSiWare, Nintendo 3DS, (mediante Consola Virtual) Palm OS, Windows Mobile, IOS, Android |
| 1999 | Rayman 2: The Great Escape                          | Dreamcast, Game Boy Color, IOS, Microsoft Windows, Nintendo 64, Nintendo DS, Nintendo 3DS, PlayStation, PlayStation 2, PlayStation 3, PlayStation Portable |
| 2001 | Rayman Arena/Rayman M                               | PlayStation 2, Microsoft Windows, Nintendo GameCube, Xbox |
| 2003 | Rayman 3: Hoodlum Havoc                             | Nintendo GameCube, Game Boy Advance, MacOS, Microsoft Windows, N-Gage, Java ME, PlayStation 2, PlayStation 3, Xbox, Xbox 360 |
| 2003 | Beyond Good & Evil                                  | Nintendo GameCube, Microsoft Windows, PlayStation 2, PlayStation 3, Xbox, Xbox 360 |
| 2005 | Peter Jackson's King Kong                           | Nintendo GameCube, Game Boy Advance, Microsoft Windows, Nintendo DS, PlayStation 2, PlayStation Portable, Xbox, Xbox 360 |
| 2006 | Tom Clancy's Ghost Recon Advanced Warfighter        | Xbox 360, Xbox, PlayStation 2, Microsoft Windows |
| 2006 | Rayman Raving Rabbids                               | PlayStation 2, Wii, Xbox 360, Microsoft Windows, MacOS, Game Boy Advance, Nintendo DS |
| 2009 | Rabbids Go Home                                     | Nintendo DS, Wii, Microsoft Windows |
| 2010 | Michael Jackson: The Experience                     | Nintendo DS, PlayStation Portable, Wii, PlayStation 3, Xbox 360, Nintendo 3DS, PlayStation Vita, Mac OS, IOS |
| 2011 | From Dust                                           | Microsoft Windows, PlayStation 3, Xbox 360, Google Chrome |
| 2011 | The Adventures of Tintin: The Secret of the Unicorn | Android, IOS, Microsoft Windows, Nintendo 3DS, PlayStation 3, Wii, Xbox 360, Symbian^3 |
| 2011 | Rayman Origins                                      | Microsoft Windows, MacOS, Nintendo 3DS, PlayStation 3, PlayStation Vita, Wii, Xbox 360 |
| 2012 | ZombiU                                              | Wii U, Microsoft Windows, PlayStation 4, Xbox One |
| 2013 | Rayman Legends                                      | Microsoft Windows, PlayStation 3, PlayStation 4, PlayStation Vita, Wii U, Xbox 360, Xbox One, Nintendo Switch, Google Stadia |
| 2014 | Valiant Hearts: The Great War                       | Android, IOS, Microsoft Windows, PlayStation 3, PlayStation 4, Xbox 360, Xbox One, Nintendo Switch, Google Stadia |
| 2015 | Rayman Adventures                                   | Android, IOS |
| 2017 | Tom Clancy's Ghost Recon Wildlands                  | Microsoft Windows, PlayStation 4, Xbox One, Google Stadia |
| 2019 | Space Junkies                                       | Microsoft Windows, PlayStation 4 (RV) |
| 2019 | Rayman Mini                                         | IOS (Apple Arcade) |
| 2019 | Tom Clancy's Ghost Recon Breakoint                  | Microsoft Windows, PlayStation 4, Xbox One, Google Stadia |
| TBA  | Beyond Good & Evil 2                                | TBA |